# Mastonia cingulifera
Mastonia cingulifera is een slakkensoort uit de familie van de Triphoridae. De wetenschappelijke naam van de soort is voor het eerst geldig gepubliceerd in 1861 door Pease.